# La parola ai giurati (film 1957)
La parola ai giurati (titolo orig. 12 Angry Men) è un film del 1957 diretto da Sidney Lumet. Dramma giudiziario, è la prima pellicola girata dal regista.
La sceneggiatura di Reginald Rose è un adattamento del proprio originale soggetto Twelve Angry Men, scritto nel 1954 per la TV, che racconta la storia di un componente di una giuria che, sulla base di un "ragionevole dubbio", tenta di persuadere gli altri undici membri ad assolvere un ragazzo diciottenne, accusato di parricidio.
Il film, manifestando la sua origine teatrale, si caratterizza per essere quasi interamente girato su un solo set cinematografico. Ad esclusione di tre minuti suddivisi tra l'inizio e la fine nell'aula del Tribunale, e due brevi scene girate in una sala da bagno, l'intera vicenda si svolge nella stanza di consiglio nella quale si riunisce la giuria popolare. Ad eccezione dei giurati n. 8 e n. 9, che rivelano i rispettivi nomi al momento di accomiatarsi all'uscita dal tribunale, nessun nome è usato nel film: all'imputato ci si riferisce con "il ragazzo", ai testimoni con "il vecchio" e "la donna dall'altra parte della strada". Nel doppiaggio in italiano il giurato n. 6, a inizio film, dice di chiamarsi Scott mentre firma un documento, ma questo nome non viene pronunciato nella versione originale.
Nel 2007 l'American Film Institute lo inserì all'ottantasettesimo posto della classifica dei cento migliori film americani di tutti i tempi (nella classifica originaria del 1998 non era presente).

## Trama

I 12 giurati

È in corso un processo per omicidio di primo grado a New York: un uomo è morto e suo figlio è accusato di essere l'assassino. In accordo con la legislazione statunitense, il verdetto deve essere espresso all'unanimità, dato che un verdetto non unanime porterebbe alla ripetizione del processo. La giuria è inoltre informata che un verdetto di colpevolezza condannerà certamente il ragazzo alla sedia elettrica, poiché il giudice rifiuterà qualsiasi richiesta di grazia. I dodici giurati dall'aula del tribunale si dirigono verso la stanza in cui svolgeranno il proprio lavoro e dove, discutendo il caso, conosceranno la personalità l'uno dell'altro.
All'inizio il raggiungimento dell'unanimità sembra semplice: per votazione esplicita 11 giurati si esprimono a favore della colpevolezza, mentre il giurato numero 8 vota per l'assoluzione, ma si dichiara in realtà dubbioso. Si passano rapidamente in rassegna le prove, ritenute schiaccianti:
1. Un uomo anziano, che abita nell'appartamento al piano inferiore di quello dove è avvenuto il delitto, dichiara di aver sentito il figlio gridare "Ti ammazzo!" e subito dopo il rumore di un corpo che cade; dopo poco ha udito qualcuno scappare e, uscendo dall'appartamento, ha affermato, sotto giuramento, di aver riconosciuto il figlio della vittima.
2. Il coltello a serramanico con cui è stato ucciso l'uomo è identico a quello che il giovane aveva acquistato poche ore prima, dopo aver litigato con il padre, ed il riconoscimento dell'oggetto è avvenuto in aula da parte dello stesso negoziante che l'aveva venduto, il quale sostiene anche che fosse molto raro.
3. Una donna che abita nel palazzo di fronte afferma di avere assistito all'omicidio dalla finestra della sua camera da letto.

Gli alibi del ragazzo invece sembrano inconsistenti:
1. Sostiene come al momento del delitto fosse al cinema, ma non ricorda né il titolo del film né i nomi degli attori; inoltre nessuno si ricorda di averlo visto.
2. Afferma che il coltello era stato effettivamente comprato da lui, ma in seguito perduto nel cinema stesso.

Il giurato n. 8 basa i suoi dubbi sul fatto che l'avvocato del ragazzo, nominato difensore d'ufficio, fosse stato piuttosto timoroso nei suoi interrogatori, essendo alle prime armi, nonché alle prese con una causa probabilmente persa in partenza. Esplicitando quindi i suoi dubbi su alcuni punti per lui ancora non chiariti, il giurato n. 8 richiede una nuova votazione a scrutinio segreto da cui si astiene esplicitamente. A sorpresa su 11 votanti c'è un nuovo voto a favore dell'assoluzione: in breve si scopre che è il giurato n. 9, che ritiene giusto discutere in modo più approfondito, essendo una questione di vita o di morte.
Si ripercorre pertanto il processo, vengono riesaminate le prove messe agli atti, in particolare il coltello che è servito come arma del delitto, e vengono riconsiderate le testimonianze a carico dell'accusato. A poco a poco, con la collaborazione di tutti i giurati, le varie prove che sembravano solide crollano:
- Il coltello è tutt'altro che raro: il giurato n. 8 ne ha con sé uno identico e afferma di averlo trovato senza difficoltà in un negozio.
- Il movente appare debole: il ragazzo e il padre avevano litigato in passato più volte e l'episodio di quella sera non era particolarmente significativo.
- Le testimonianze a carico del ragazzo appaiono poco credibili. La donna avrebbe visto la scena attraverso i finestrini delle ultime carrozze di un treno che stava passando in quel momento sulla metropolitana sopraelevata. Per quanto riguarda il vecchio, sembra impossibile che possa aver distinto chiaramente la voce del ragazzo con il frastuono del treno e, osservando la pianta dell'appartamento, appare inverosimile anche che abbia potuto vederlo mentre fuggiva: egli ha seri problemi a camminare e non avrebbe potuto raggiungere la porta dell'appartamento in tempo.
- Il modo in cui era stato usato il coltello appare strano: il defunto è stato colpito dall'alto verso il basso, come avrebbe fatto un uomo di altezza simile e con un normale coltello. Viceversa, trattandosi di un coltello a serramanico, era più logico che una persona abituata al suo uso come il ragazzo lo avesse usato dal basso verso l'alto, e il ragazzo è molto più basso del padre (1,70 m contro 1,90 m).
- Viene fatto notare come alcuni comportamenti del ragazzo, che lo fanno apparire colpevole, siano in realtà normali in un momento di forte tensione emotiva: lo stesso grido "Ti ammazzo!" viene urlato dal giurato n. 3 al n. 8 in un momento di esasperazione. Inoltre si scopre che in realtà al processo il ragazzo ricordava il film visto e che la dimenticanza risale esclusivamente al momento del ritorno a casa, quando trova la polizia ad accoglierlo e il padre ucciso: l'emozione del momento potrebbe essere la causa della confusione.
- Infine viene demolita la testimonianza della donna: il giurato n. 9 nota infatti che la donna portava gli occhiali, anche se per vezzo non li indossava in fase di deposizione al processo. Ella ha testimoniato di aver visto la scena del delitto dal suo letto dove non riusciva a dormire per il caldo, e da lì ha visto la scena attraverso i finestrini del treno che passava; dato che si trovava a letto, era certo che non indossasse gli occhiali e quindi è del tutto improbabile che avesse potuto distinguere nitidamente il volto dell'assassino a 20 metri di distanza, attraverso i finestrini di un treno in corsa e nella penombra.

A mano a mano che si analizzano gli indizi, si ripetono le votazioni e il numero degli innocentisti aumenta, passando rapidamente da due a tre fino ad arrivare a sei; alla fine si arriva ad un nove a tre per l'innocenza, che diventa undici a uno quando si capisce che anche la testimonianza della donna non è più attendibile. L'unico ad insistere per la colpevolezza è il giurato n. 3, che infine crolla, ammettendo implicitamente che la sua avversione per l'imputato nasce da una proiezione del rancore verso il proprio figlio con il quale ha avuto un difficile rapporto e che lo aveva abbandonato.
A questo punto la giuria decide per l'innocenza dell'imputato. Uscendo dal tribunale, i giurati 8 e 9, principali artefici dell'assoluzione, si salutano presentandosi.

## Produzione

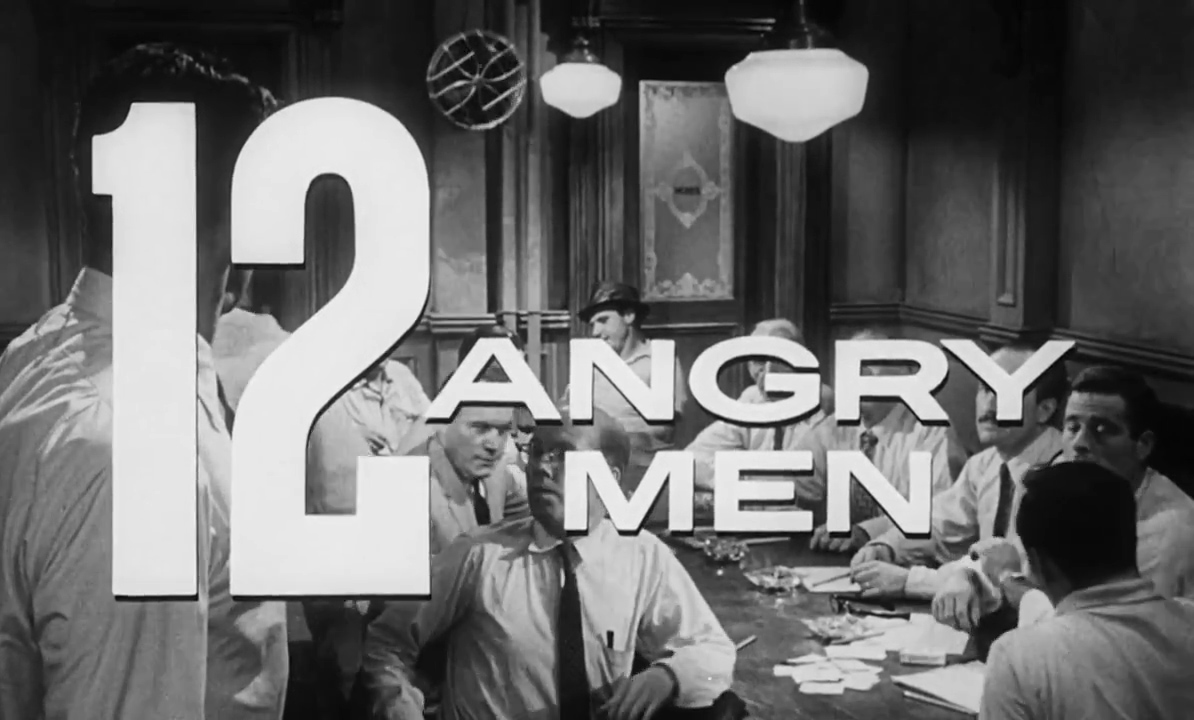
Titoli di testa

La parola ai giurati, con la sceneggiatura di Reginald Rose, fu inizialmente prodotto per la televisione e trasmesso nella serie antologica della CBS Studio One nel 1954 (una copia su pellicola della trasmissione TV, che risultava smarrita da anni e si pensava fosse andata perduta, fu ritrovata nel 2003).
Il successo del film tv portò ad un adattamento per il grande schermo. Sidney Lumet, i cui precedenti come regista includevano drammi per produzioni televisive come The Alcoa Hour e Studio One, fu incaricato da Henry Fonda e Reginald Rose di curarne la regia. La parola ai giurati fu il primo film di Lumet, e per Fonda e Rose, che coprodussero il film, fu l'unico esperimento come produttori. Fonda più tardi dichiarò che non avrebbe mai più prodotto un film.
Le riprese furono completate, dopo un breve ma rigoroso programma di prove, in 17 giorni e con un budget di $340.000, come riportato in Reading on Twelve Angry Men, edito da The Greenhaven Press, 2000.
All'inizio del film, la macchina da presa è posta al di sopra dello sguardo e usa lenti grandangolo, per dare la sensazione di maggiore distanza fra i soggetti, ma con il progredire del film, l'inquadratura è gradualmente ristretta. Verso la fine delle riprese quasi tutti i personaggi sono mostrati in primo piano usando specifici obiettivi e un'angolatura più bassa, per diminuire o accorciare la profondità di campo. Lumet, che iniziò la carriera come direttore della fotografia, dichiarò che con l'utilizzo di queste tecniche, e con la collaborazione del cineasta Boris Kaufman, aveva cercato di creare una palpabile sensazione di claustrofobia.

## Distribuzione

### Tagline
Life is in their hands - Death is on their minds! (La vita è nelle loro mani - La morte è nelle loro menti!)

## Accoglienza
Alla prima proiezione, La parola ai giurati ricevette critiche entusiastiche. A. H. Weiler del New York Times scrisse: "È una storia tesa, coinvolgente e avvincente che va ben al di là dei confini della sala di giuria in cui è ambientata". Il critico operò uno studio approfondito dei personaggi dei 12 giurati, concludendo che "i loro drammi sono abbastanza forti e provocanti da tenere lo spettatore con il fiato sospeso." Tuttavia il film registrò incassi deludenti, probabilmente perché in controtendenza con pellicole a colori e a schermo panoramico.

## Riconoscimenti
- 1958 - Premio Oscar
  - Candidatura Miglior film a Henry Fonda e Reginald Rose
  - Candidatura Migliore regia a Sidney Lumet
  - Candidatura Migliore sceneggiatura non originale a Reginald Rose
- 1958 - Golden Globe
  - Candidatura Miglior film drammatico
  - Candidatura Migliore regia a Sidney Lumet
  - Candidatura Miglior attore in un film drammatico a Henry Fonda
  - Candidatura Miglior attore non protagonista a Lee J. Cobb

- 1958 - Premio BAFTA
  - Miglior attore protagonista a Henry Fonda
  - Candidatura Miglior film
- 1957 - Festival di Berlino
  - Orso d'Oro a Sidney Lumet
  - OCIC Award a Sidney Lumet
- 1958 - Nastro d'argento
  - Migliore regia a Sidney Lumet

Il film fu candidato all'Oscar nelle categorie "miglior regista", "miglior film", e "migliore adattamento cinematografico", ma fu messo in ombra da Il ponte sul fiume Kwai, kolossal bellico che nel 1958 vinse sette Oscar. Al Festival internazionale di Berlino, La parola ai giurati vinse l'Orso d'Oro.
Nel 2007 fu scelto per essere conservato nel National Film Registry della Biblioteca del Congresso degli Stati Uniti.

## Adattamenti

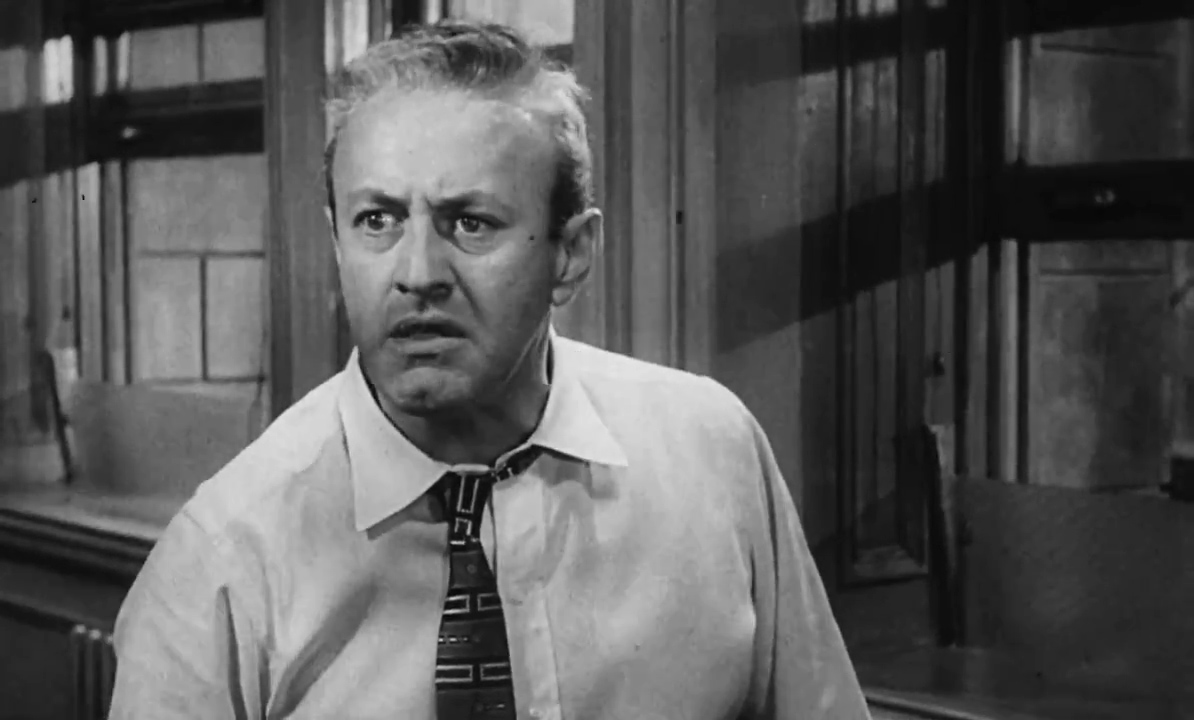
Lee J. Cobb nel trailer

### TV/Cinema
La parola ai giurati fu riadattato per la televisione nel 1997. Diretto da William Friedkin, nel rifacimento recitano George C. Scott, James Gandolfini, Tony Danza, William Petersen, Ossie Davis, Hume Cronyn, Courtney B. Vance, Armin Mueller-Stahl, Mykelti Williamson, Dorian Harewood, e Jack Lemmon.
In questa produzione, il giudice è una donna e quattro dei giurati sono afro-americani (nelle interviste, il produttore dichiarò che l'idea di inserire una donna nella giuria fu scartata, perché non si volle cambiare il titolo 12 Angry Men). Comunque, la maggior parte dell'azione e dei dialoghi del film sono identici all'originale. L'ammodernamento della versione del '97 include il divieto di fumo nella stanza della giuria, i cambiamenti apportati nei riferimenti al reddito e a personaggi contemporanei della cultura popolare, vi sono inoltre più dialoghi incentrati sulla razza, e imprecazioni occasionali.
Nel 2007, il regista russo Nikita Mikhalkov completò 12, il suo riadattamento cinematografico, al quale la giuria del 64º Festival del Cinema di Venezia assegnò il suo premio speciale "per riconoscere la consistente genialità dell'intero lavoro di Nikita Mikhalkov".
Il regista indiano Besu Chatterjee rifece il film con il titolo Ek Ruka Hua Faisla nel 1986. Nel 2014 viene prodotto 12 Citizens, remake cinese ad opera del regista Ang Xu.
Rifacimenti e parodie televisive della storia sono apparse in Hancock's Half Hour, Happy Days, I Simpson, I Griffin, Veronica Mars, La signora in giallo, Malcolm, Detective Monk e The Dead Zone.

### Teatro
Rose scrisse parecchi adattamenti teatrali della storia. Nel 1964, Leo Genn ebbe una parte nello spettacolo sul palcoscenico londinese. In altri adattamenti teatrali recitati anche da donne, l'opera è stata reintitolata 12 Angry Jurors o 12 Angry Women.
Nel 2004 la compagnia del Roundabout Theatre presentò un riadattamento teatrale in versione Broadway, dove Boyd Gaines recitava nella parte di un più combattivo giurato n. 8, insieme a James Rebhorn nella parte del n. 4, Philip Bosco del n. 3 e Robert Prosky del giudice. Nel 2007, 12 Angry Men fu presentato in un tour teatrale nazionale con Richard Thomas e George Wendt nelle parti dei giurati n. 8 e 9, rispettivamente. Il tour del 2008 non include Wendt ma presenta un altro famoso personaggio televisivo, Kevin Dobson di Kojak e Knots Landing nei panni del giurato n. 10. In Italia, nella stagione teatrale 2008/2009 Alessandro Gassmann ha messo in scena La parola ai giurati, di cui è regista e interprete, recita la parte del giurato n. 8. Nell'adattamento di Gassmann, sul palcoscenico si fa uso di proiezioni e retroproiezioni che richiamano il film di Lumet del 1957, anche la recitazione è di stampo cinematografico, spesso gli attori parlano contemporaneamente, o quando non sono illuminati, in tal modo si mette al centro dell'attenzione dello spettatore più chi ascolta che chi parla. Il testo è rivisitato in chiave sociale, se ne sottolineano gli aspetti antirazzisti e contrari alla pena di morte, si esaltano la capacità d'ascolto e di pacato ragionamento contro la violenza e la prevaricazione. Lo spettacolo diretto da Gassmann ha ottenuto il patrocinio di Amnesty International.

#### Personaggi
| Giurato | Personaggio | 1954            | 1957            | 1997                | 2007               | 2008                   |
| ------- | --- | --------------- | --------------- | ------------------- | ------------------ | ---------------------- |
| 1       | Il presidente della giuria, è preoccupato per il ruolo che ricopre; si dimostra accomodante con gli altri. È allenatore in seconda di una squadra liceale di football americano | Norman Fell     | Martin Balsam   | Courtney B. Vance   | Sergei Makovetsky  | Massimo Lello          |
| 2       | Un impiegato di banca mite e senza pretese | John Beal       | John Fiedler    | Ossie Davis         | Nikita Mikhalkov   | Giacomo Rosselli       |
| 3       | Un uomo d'affari, padre emotivamente distaccato, dogmatico e ottuso, con una vena di sadismo                                                                                    | Franchot Tone   | Lee J. Cobb     | George C. Scott     | Sergei Garmash     | Manrico Gammarota      |
| 4       | Un razionale agente di borsa, calmo e sicuro di sé | Walter Abel     | E.G. Marshall   | Armin Mueller-Stahl | Valentin Gaft      | Fabio Bussotti         |
| 5       | Un giovane che proviene dai bassifondi, tifoso dei Baltimore Orioles | Lee Phillips    | Jack Klugman    | Dorian Harewood     | Alexei Petrenko    | Giulio Federico Janni  |
| 6       | Un imbianchino rozzo, ma di saldi principi e rispettoso | Bart Burns      | Edward Binns    | James Gandolfini    | Yuri Stoyanov      | Matteo Taranto         |
| 7       | Un venditore, tifoso dei New York Yankees, superficiale e indifferente alle decisioni da prendere                                                                               | Paul Hartman    | Jack Warden     | Tony Danza          | Sergei Gazarov     | Emanuele Maria Basso   |
| 8       | Un architetto, l'unico che dissente dal gruppo all'inizio del film. Identificato come "Davis" quando i giurati si accomiatano                                                   | Robert Cummings | Henry Fonda     | Jack Lemmon         | Mikhail Efremov    | Alessandro Gassmann    |
| 9       | Un uomo attempato, saggio e acuto osservatore. Identificato alla fine del film come "McCardle"                                                                                  | Joseph Sweeney  | Joseph Sweeney  | Hume Cronyn         | Alexei Gorbunov    | Nanni Candelari        |
| 10      | Un proprietario di garage; prepotente, irascibile, razzista | Edward Arnold   | Ed Begley       | Mykelti Williamson  | Sergei Artsybashev | Sergio Meogrossi       |
| 11      | Un orologiaio immigrato (ceco nella prima versione, ispanoamericano nella versione del 1997), orgoglioso di essere cittadino americano naturalizzato                            | George Voskovec | George Voskovec | Edward James Olmos  | Viktor Verzhbitsky | Paolo Fosso            |
| 12      | Un esitante direttore pubblicitario | William West    | Robert Webber   | William Petersen    | Roman Madyanov     | Emanuele Timothy Salce |